# Пај (Верона)
Пај је насеље у Италији у округу Верона, региону Венето.
Према процени из 2011. у насељу је живело 233 становника. Насеље се налази на надморској висини од 77 м.